# Varanops
Varanops (griech."Warangesicht") bezeichnet eine ausgestorbene Gattung varanopider Synapsiden aus dem frühen Perm von Texas und Oklahoma. Das über einen Meter lange Tier erinnerte in seiner äußeren Erscheinung stark an heute lebende Warane und ernährte sich wahrscheinlich von kleinen Wirbeltieren. 1911 von Samuel W. Williston zunächst als eine zweite Art der Gattung Varanosaurus beschrieben, revidierte Williston 1914 seine Ansicht jedoch und ordnete die Art Varanops brevirostris als Typusart seiner eigenen Gattung Varanops zu.
Während die meisten Pelycosaurier bereits früher ausgestorbenen waren, überlebte Varanops bis in das Kungurium und war damit einer der letzten Vertreter dieser Gruppe. Zu Beginn des späten Perm starb auch Varanops möglicherweise aufgrund der Konkurrenz durch Diapsiden und Therapsiden aus.

## Fundorte
Gut erhaltene Fossilien von Varanops wurden im Cacops-Bonebed der Arroyo-Formation, einem Teil der Clear-Fork-Gruppe, im Baylor County, Texas gefunden. Weitere drei Exemplare stammen aus der Garber-Formation, einem Teil der Sumner-Gruppe, im Comanche County in Oklahoma. In der Vale-Formation der Clear-Fork-Gruppe, Taylor County, Texas, wurde ebenfalls ein Exemplar entdeckt. Das Exemplar aus der Arroyo-Formation weist Bissspuren auf, die auf einen großen, aasfressenden Tetrapoden hinweisen. Mit einiger Wahrscheinlichkeit handelte es sich dabei um einen Dissorophoiden aus der Gruppe der Temnospondyli. Dies lässt sich aus der Art der Bissspuren und einer bemerkenswert gut erhaltenen Zahnkrone schließen, die in den Vordergliedmaßen des Fossils steckte.

## Beschreibung
Varanops ist mit drei vollständigen Schädeln in schlechtem Erhaltungszustand und einem in Teilen gut erhaltenen Schädel bekannt. Das größte Exemplar besitzt einen Unterkiefer mit einer Länge von 170 mm, der mit 24 – 28 Zähnen besetzt war. Zusätzlich fand man noch drei unbesetzte Zahnfächer (Alveole) auf beiden Seiten des Unterkiefers.

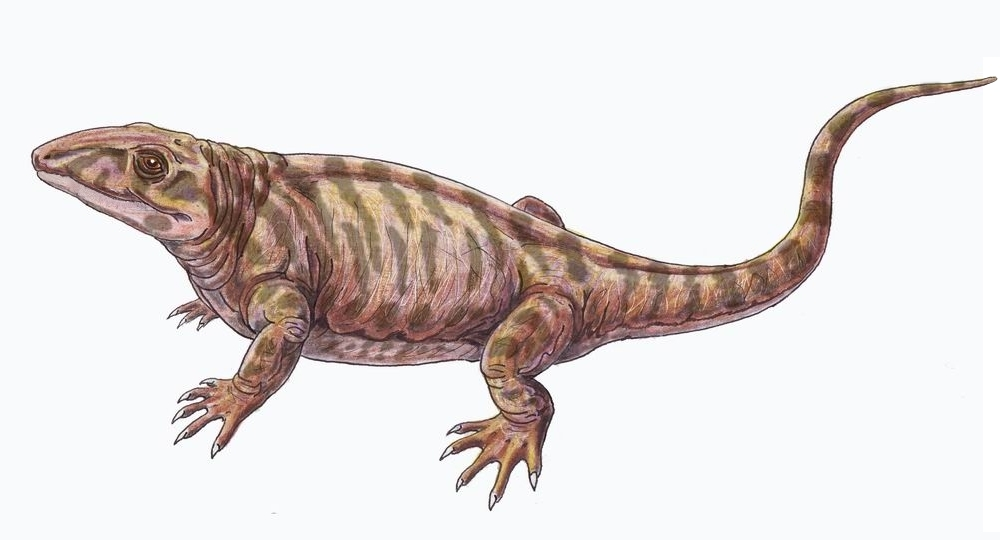
Künstlerische Darstellung von Varanops brevirostris

Varanops war ein relativ großer varanodontiner Varanopide, jedoch erscheint der Schädel vergleichsweise kurz. Varanops besaß eine spitze Schnauze, die im vorderen Teil schmal war, sich jedoch nach hinten (posterior) verbreiterte. Das Hinterhaupt ist wie bei anderen Varanopsidae nach vorne geneigt. Ein großes Infratemporalfenster war auch vorhanden.
Das mit sechs Zähnen besetzte Zwischenkieferbein ist abgerundet, ähnlich wie bei abgeleiteten Formen der Ophiacodontidae und Sphenacodontidae. Die mittleren Vorderzähne waren dabei länger als die seitlichen (lateralen). An den Zähnen fanden sich anders als bei den Myctosaurinae keine Zacken (Serrationen). Dieses Merkmal teilt Varanops mit anderen Varanodontinen wie Varanodon und Aerosaurus.
Die Halsrippen waren nicht sehr stabil, im Gegensatz zu den hinteren Rippen, die zudem größer wurden.

## Klassifikation
Varanops stellt die Typusgattung der Varanopidae dar. Eine kladistische Analyse von Campione und  Reisz legt nahe, dass Varanops ein abgeleitete Form der Varadontiden darstellte, einem Schwestertaxon der Klade, die aus Varanodon und Watongia gebildet wird.